# Ararat (Australia)
Ararat – miejscowość w stanie Wiktoria w Australii, położona ok. 205 km na zachód od Melbourne. Ośrodek administracyjny gminy Ararat. Liczy ok. 8200 mieszkańców (2006). W miasteczku i jego okolicach dominującą gałęzią gospodarki jest rolnictwo i przetwórstwo żywności, w szczególności produkcja wina, hodowla bydła na mięso oraz owiec na wełnę. 
Miasteczko leży na trasie drogi Western Highway, posiada także stację kolejową, gdzie zatrzymują się pociągi V/Line zmierzające do/z Melbourne, a także składy dalekobieżnej linii The Overland. Dysponuje również niewielkim lotniskiem, zlokalizowanym 5 km na południe od centrum.